# Kupczyńce (gmina)
Gmina Kupczyńce – dawna gmina wiejska funkcjonująca w latach 1941–1944 pod okupacją niemiecką w Polsce. Siedzibą gminy były Kupczyńce.
Gmina Kupczyńce została utworzona przez władze hitlerowskie z terenów okupowanych przez ZSRR w latach 1939–1941, stanowiących przed wojną gminę Chodaczków Wielki oraz główną część gminy Jastrzębowo w powiecie tarnopolskim w woj. tarnopolskim.
Gmina weszła w skład powiatu tarnopolskiego (Kreishauptmannschaft Tarnopol), należącego do dystryktu Galicja w Generalnym Gubernatorstwie. W skład gminy wchodziły miejscowości: Chodaczków Wielki, Denysów, Horodyszcze Wielkie i Kupczyńce.
Po wojnie obszar gminy wszedł w struktury administracyjne ZSRR.